# Parasipyloidea rugulosa
Parasipyloidea rugulosa är en insektsart som beskrevs av Chen, S.C. och Yun He He 2008. Parasipyloidea rugulosa ingår i släktet Parasipyloidea och familjen Diapheromeridae. Inga underarter finns listade i Catalogue of Life.